# VERSUS (お笑いコンビ)
VERSUS（ばーさす）は1990年代に活躍したお笑い芸人で、女性漫才コンビ。太田プロダクションに所属していた。1995年10月に結成。

## 来歴
小学生からの幼なじみで、高校時代は一緒にバンド活動をしていた亀村と伊藤が1995年に結成。その後1998年9月に亀村が結婚と同時に引退したため、伊藤が雑誌で相方を募集。その結果、三宅ルイと松下あやが新メンバーとして加わり、3人組として活動していたがほどなく解散。

## メンバー

### オリジナルメンバー
- 亀村愛（かめむら かな、1979年2月1日 - ） - ボケ担当／東京都出身／O型
  - 母親が会社社長で、芸人の傍ら社長秘書をしていた。
  - 1998年8月に アリtoキリギリスの石井正則と駆け落ちとも“職場放棄”ともいえる形で結婚[1]し、引退。結婚後はマスコミの取材にも応じることもあったが、2005年5月に協議離婚が成立。離婚後は一切公の場に姿を現していない。
- 伊藤雅子（いとう まさこ、1978年7月5日 - ） - ツッコミ担当／京都府出身・東京都育ち／A型。
  - デビュー時は大学に在学中だった。
  - 解散後はピン芸人、女優として活動していたが後に芸能界を引退。

### 1998年からのメンバー
- 三宅ルイ（みやけ るい、1982年12月2日 - ） - 東京都出身／O型
- 松下あや（まつした あや、1978年2月28日 - ） - 東京都出身／B型

## 出演番組
- S-1グランプリ 激突！新世代お笑い王座決定戦（テレビ朝日系、1996年8月18日）
- NEXT TV ポスト（フジテレビ、1996年11月9日）
- 新ボキャブラ天国→黄金ボキャブラ天国→家族そろってボキャブラ天国（キャッチコピーはときめきキャンパスガール）（フジテレビ系）

## シングル
- 君の青空（1997年6月18日）

猿岩石 with バーサス名義。
- Hello Hello〜ABEのテーマ〜（1997年12月1日）

バービーズとのユニット「B/V」名義。